# Шарипов, Салимзян Ахтямович
Салимзян Ахтямович Шарипов — российский учёный-аграрий, член-корреспондент РАСХН (2010), член-корреспондент РАН (2014), заслуженный тренер РФ (2021).

## Биография
Родился 01.01.1945 г. в д. Тавларове Рыбно-Слободского района Татарской ССР. Окончил Казанский СХИ (1974).
- 1974—1976  председатель  колхоза «Россия» Рыбно-Слободского района Татарской ССР,
- 1976—1978 начальник отдела семеноводства МСХ Татарской ССР,
- 1978—1979 главный агроном объединения «Татарсортсемпром»,
- 1979—1981 зав. лабораторией первичного семеноводства Татарского НИИ сельского хозяйства,
- 1981—1984 инструктор, с 1982 заведующий сектором мелиорации сельскохозяйственного отдела Татарского обкома КПСС,
- 1984—1986 зав. отделом патентоведения, НТИ и координации внедрения Татарского НИИ сельского хозяйства,
- 1986—1988 зав. лабораторией первичного семеноводства НПО «Семеновод»,
- 1988—1995 зав. отделом планирования, координации и пропаганды НПО «Нива Татарстана».

В 1995—2013 ректор, с 2013 г. — ученый секретарь ФГБОУ «Татарский институт переподготовки кадров агробизнеса» (ФГБОУ ДПО «ТИПКА»).

## Награды и звания
Доктор экономических наук (1996), профессор (1999), член-корреспондент РАСХН (2010), член-корреспондент АН Республики Татарстан (2011), член-корреспондент РАН (2014).
Заслуженный работник сельского хозяйства Российской Федерации (2003) и Республики Татарстан (1995). Лауреат Государственной премии Республики Татарстан в области науки и техники (2009). Почётный работник высшего профессионального образования Российской Федерации (2006).

## Научные труды
Автор (соавтор) более 300 научных трудов, в том числе 70 книг и брошюр, из них 18 монографий. Получил два патента на изобретения.
Публикации:
- Хлебная нива Татарстана. — Казань: Таткнигоиздат, 1993. — 216 с.
- Рынок и экономика производства зерна / соавт. И. В. Гареев. — Казань: Таткнигоиздат, 1998.— 447 с.
- Реформирование внутрихозяйственных экономических отношений на основе микрорынка / соавт.: И. Г. Гайнутдинов, М. Я. Гаитов. — Казань: Матбугат йорты, 2002. — 213 с.
- Проблемы сельскохозяйственной экологии / соавт.: В. В. Бузмаков, А. В. Медведев. — М., 2003. — 453 с.
- Сельское хозяйство России в свете экологических проблем / соавт.: В. В. Бузмаков и др. — М., 2004. — 553 с.
- Региональные особенности земельных отношений, кадастра недвижимости и землеустройства в Республике Татарстан: (кол. моногр.) / соавт.: И. Г. Гайнутдинов, Г. Ф. Гайнутдинова; ФГБОУ ДПО «Татар. ин-т переподгот. кадров агробизнеса». — Казань: ЗнакС, 2011. — 329 с.
- Основы экономической теории и маркетинга: учеб. пособие / соавт.: П. А. Колпаков, Г. А. Харисов; ФГБОУ ДПО «Татар. ин-т переподгот. кадров агробизнеса». — Казань: ЗнакС, 2012. — 290 с.